# Fußball-Amateurliga Schleswig-Holstein 1961/62
Die Amateurliga Schleswig-Holstein wurde zur Saison 1961/62 das 15. Mal ausgetragen und bildete bis zur Saison 1962/63 den Unterbau der erstklassigen Oberliga Nord. Die beiden erstplatzierten Mannschaften durften an der Aufstiegsrunde zur erstklassigen Oberliga Nord teilnehmen, die Mannschaften auf den drei letzten Plätzen mussten in die 2. Amateurliga absteigen.

## Vereine
Im Vergleich zur Saison 1960/61 veränderte sich die Zusammensetzung der Liga folgendermaßen: Keine Mannschaft war in die Oberliga Nord aufgestiegen, während der Heider SV nach einer und der VfB Lübeck nach zwei Spielzeiten aus der Oberliga Nord abgestiegen waren. Die vier Absteiger TSV Lägerdorf (nach neun Jahren), Union-Teutonia Kiel (nach zwei Jahren), VfL Bad Schwartau (nach sechs Jahren) und TSV Siems (nach einem Jahr) hatten die Amateurliga verlassen und wurden durch die beiden Aufsteiger TuS Holtenau und TSV Schlutup ersetzt, die erstmals in der Amateurliga antraten.
| Verein                  | Stadt        | Kreis              | Qualifikation                         |
| ----------------------- | ------------ | ------------------ | ------------------------------------- |
| Heider SV               | Heide        | Norderdithmarschen | Absteiger aus der Oberliga Nord       |
| VfB Lübeck              | Lübeck       |                    | Absteiger aus der Oberliga Nord       |
| Holstein Kiel Amateure  | Kiel         |                    | Meister 1960/61                       |
| SV Friedrichsort        | Kiel         |                    | 2. Platz 1960/61                      |
| Schleswig 06            | Schleswig    | Schleswig          | 3. Platz 1960/61                      |
| LBV Phönix              | Lübeck       |                    | 4. Platz 1960/61                      |
| Flensburg 08            | Flensburg    |                    | 5. Platz 1960/61                      |
| Gut-Heil Neumünster     | Neumünster   |                    | 6. Platz 1960/61                      |
| VfR Neumünster Amateure | Neumünster   |                    | 7. Platz 1960/61                      |
| Itzehoer SV             | Itzehoe      | Steinburg          | 8. Platz 1960/61                      |
| FC Kilia Kiel           | Kiel         |                    | 9. Platz 1960/61                      |
| VfB Kiel                | Kiel         |                    | 10. Platz 1960/61                     |
| VfL Oldesloe            | Bad Oldesloe | Stormarn           | 11. Platz 1960/61                     |
| TuS Lübeck 93           | Lübeck       |                    | 12. Platz 1960/61                     |
| TuS Holtenau            | Kiel         |                    | Sieger der Aufstiegsspiele, Staffel A |
| TSV Schlutup            | Lübeck       |                    | Sieger der Aufstiegsspiele, Staffel B |

## Saisonverlauf
Die Meisterschaft und damit die Teilnahme an der Aufstiegsrunde sicherte sich der Heider SV. Als Zweitplatzierter durfte der VfB Lübeck ebenfalls teilnehmen und erreichte den Aufstieg in die Oberliga Nord. Da keine Mannschaft aus der Oberliga Nord abstieg, gab es nur zwei Absteiger. Der zweite Absteigen war in Entscheidungsspielen der drei punktgleichen Mannschaften ermittelt worden.

### Tabelle
| Pl. | Verein                     | Sp. | S  | U  | N  | Tore    | Quote | Punkte |
| --- | -------------------------- | --- | -- | -- | -- | ------- | ----- | ------ |
| 1.  | Heider SV (A)              | 30  | 19 | 9  | 2  | 077:340 | 2,26  | 47:13  |
| 2.  | VfB Lübeck (A)             | 30  | 20 | 4  | 6  | 075:350 | 2,14  | 44:16  |
| 3.  | LBV Phönix                 | 30  | 14 | 10 | 6  | 064:350 | 1,83  | 38:22  |
| 4.  | VfL Oldesloe               | 30  | 13 | 9  | 8  | 053:400 | 1,33  | 35:25  |
| 5.  | TuS Lübeck 93              | 30  | 12 | 9  | 9  | 055:490 | 1,12  | 33:27  |
| 6.  | SV Friedrichsort           | 30  | 14 | 4  | 12 | 068:530 | 1,28  | 32:28  |
| 7.  | Schleswig 06               | 30  | 14 | 3  | 13 | 066:540 | 1,22  | 31:29  |
| 8.  | FC Kilia Kiel              | 30  | 12 | 6  | 12 | 048:470 | 1,02  | 30:30  |
| 9.  | Flensburg 08               | 30  | 12 | 4  | 14 | 055:710 | 0,77  | 28:32  |
| 10. | Itzehoer SV                | 30  | 9  | 10 | 11 | 036:500 | 0,72  | 28:32  |
| 11. | Holstein Kiel Amateure (M) | 30  | 8  | 11 | 11 | 050:470 | 1,06  | 27:33  |
| 12. | Gut-Heil Neumünster        | 30  | 11 | 3  | 16 | 049:720 | 0,68  | 25:35  |
| 13. | VfR Neumünster Amateure    | 30  | 8  | 7  | 15 | 043:630 | 0,68  | 23:37  |
| 14. | TuS Holtenau (N)           | 30  | 10 | 3  | 17 | 040:610 | 0,66  | 23:37  |
| 15. | VfB Kiel                   | 30  | 8  | 7  | 15 | 040:590 | 0,68  | 23:37  |
| 16. | TSV Schlutup (N)           | 30  | 5  | 3  | 22 | 048:990 | 0,48  | 13:47  |

| (M) | Meister der Amateurliga Schleswig-Holstein 1960/61       |
| (A) | Absteiger aus der Oberliga Nord 1960/61                  |
| (N) | Aufsteiger in die Amateurliga Schleswig-Holstein 1961/62 |

## Aufstiegsrunde zur Amateurliga Schleswig-Holstein 1962/63
An der Aufstiegsrunde nahmen die Meister und Zweitplatzierten der sechs Staffeln der 2. Amateurliga teil. Sie spielten in zwei Staffeln. Der Sieger jeder Staffel stieg in die Amateurliga auf. Bei Punktgleichheit wurde ein Entscheidungsspiel angesetzt. Die beiden Zweitplatzierten spielten um den letzten Aufstiegsplatz.

### Staffel A
| Pl. | Verein           | Sp. | S | U | N | Tore    | Punkte |
| --- | ---------------- | --- | - | - | - | ------- | ------ |
| 1.  | Frisia Husum     | 5   | 3 | 2 | 0 | 013:300 | 08:20  |
| 2.  | Büdelsdorfer TSV | 5   | 3 | 1 | 1 | 010:100 | 07:30  |
| 3.  | VfB Bordesholm   | 5   | 2 | 1 | 2 | 013:120 | 05:50  |
| 4.  | Ratzeburger SV   | 5   | 2 | 0 | 3 | 008:130 | 04:60  |
| 5.  | 1. FC Lola       | 5   | 2 | 0 | 3 | 008:130 | 04:60  |
| 6.  | Eichholzer SV    | 5   | 1 | 0 | 4 | 005:150 | 02:80  |

### Staffel B
| Pl. | Verein                 | Sp. | S | U | N | Tore    | Punkte |
| --- | ---------------------- | --- | - | - | - | ------- | ------ |
| 1.  | TSV Lägerdorf          | 5   | 3 | 2 | 0 | 009:200 | 08:20  |
| 2.  | VfL Bad Schwartau      | 5   | 2 | 2 | 1 | 011:800 | 06:40  |
| 3.  | FC Holstein Segeberg   | 5   | 2 | 1 | 2 | 007:800 | 05:50  |
| 4.  | Rendsburger TSV        | 5   | 2 | 1 | 2 | 008:900 | 05:50  |
| 5.  | TSV Russee             | 5   | 0 | 3 | 2 | 007:900 | 03:70  |
| 6.  | VfB Nordmark Flensburg | 5   | 1 | 1 | 3 | 006:120 | 03:70  |

### Entscheidungsspiel
| Datum         |                  | Ergebnis |                   | Ort     |
| ------------- | ---------------- | -------- | ----------------- | ------- |
| 23. Juni 1962 | Büdelsdorfer TSV | 4:1      | VfL Bad Schwartau | Malente |